# Eccoptomera callipus
Eccoptomera callipus är en tvåvingeart som beskrevs av Garrett 1925. Eccoptomera callipus ingår i släktet Eccoptomera och familjen myllflugor.
Artens utbredningsområde är Kalifornien. Inga underarter finns listade i Catalogue of Life.